# Албисола Марина
Албисо̀ла Марѝна (на италиански: Albissola Marina; на лигурски: a Moenn-a d'Arbissêua, а Моен-а д'Арбисеуа) е пристанищно градче и община в Северна Италия, провинция Савона, регион Лигурия. Разположено е на брега на Лигурско море, на лигурското Западно крайбрежие. Населението на общината е 5559 души (към 2011 г.).